# Sint-Martinuskerk (Krakau)
De Sint-Martinuskerk (Pools: Kościół św. Marcina) is een protestants kerkgebouw in Krakau. Het bouwwerk is een beschermd architectonisch monument in het historisch centrum van Krakau.

## Geschiedenis
De vroegste kerk die hier gestaan heeft stamt vermoedelijk uit de 12e eeuw. In de 16e eeuw zetelde hier de Ongeschoeide karmelieten, die de oorspronkelijke kerk tussen 1637-1640 lieten afbreken en een nieuwe kleine kerk in de vroegbarokstijl lieten bouwen. Giovanni Trevano werd aangesteld als architect van het bouwproject. Dertig jaar na de sluiting van het klooster in 1787 werd de kerk aan de protestantse gemeenschap van Krakau geschonken. Het interieur is destijds naar de lutherse liturgie gerenoveerd.
Het hoogaltaar bevat een 14e-eeuwse crucifix en het schilderij "Christus kalmeert de storm" (1882) van Henryk Siemiradzki.

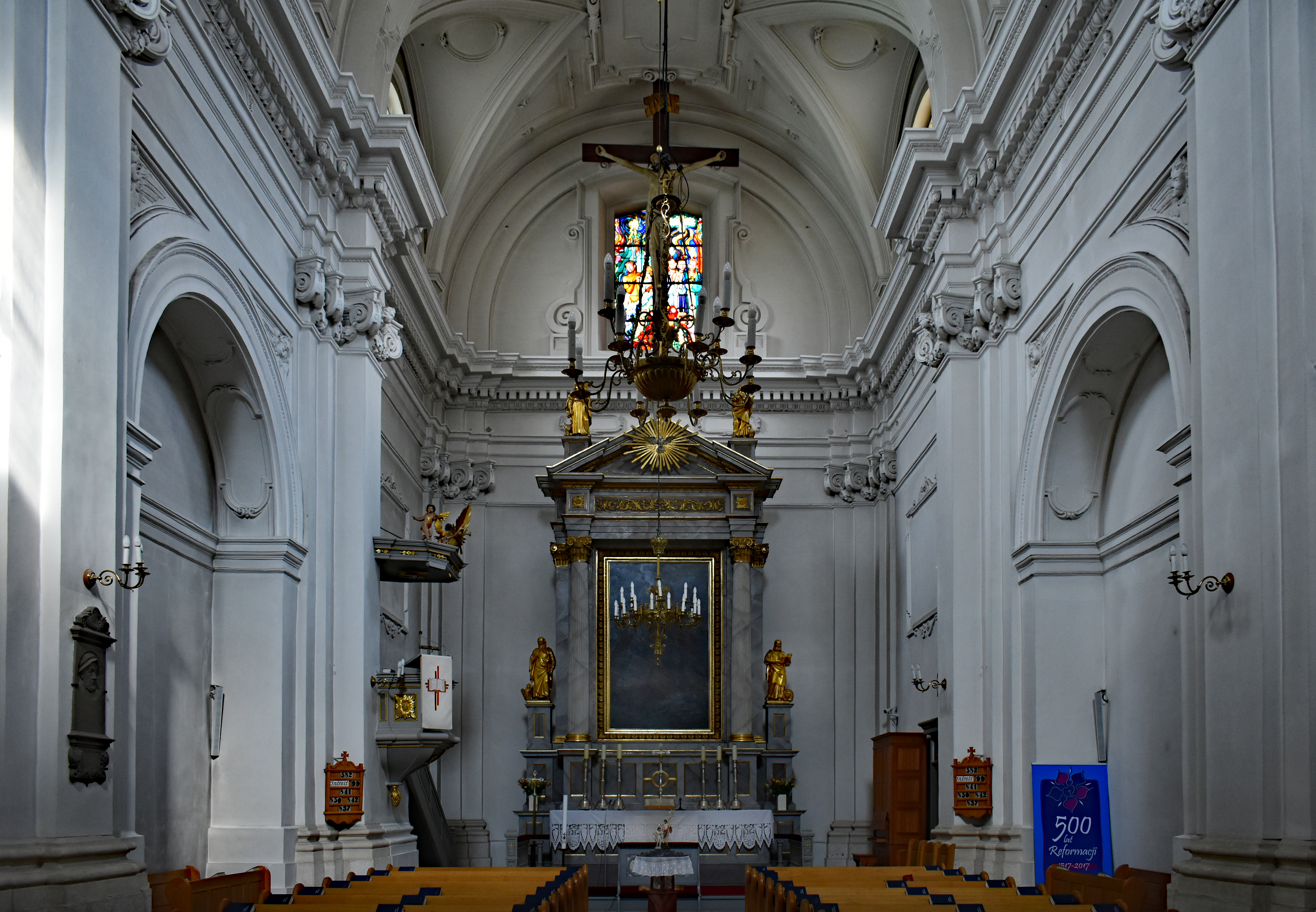